# Помпеи (город)
Помпе́и (итал. Pompei, неап. Pumpeje) — город в Италии, располагается в регионе Кампания, в провинции Неаполь.
Население составляет 25 754 человека (на 2009 г.), плотность населения — 2146 чел./км². Занимает площадь 12,4 км². Почтовый индекс — 80045. Телефонный код — 081. День города — 8 мая.
Основан в 1891 году рядом с древнеримским одноимённым городом, уничтоженным в результате извержения Везувия 24 августа 79 года.
В городе находится станция железной дороги Чиркумвезувиана, соединяющей Помпеи с Эрколано и Кастелламмаре-ди-Стабия (древними Геркуланумом и Стабиями), а также Неаполем и Сорренто.
Покровительницей коммуны почитается Пресвятая Богородица (Дева Мария Розария), празднование 8 мая.